# Helmuth Resch
Helmuth Josef Resch, des Öfteren auch Helmut Resch geschrieben, (* 22. Mai 1933 in Wien) ist ein ehemaliger österreichischer Fechter, sowie Holzforscher und Hochschullehrer in Österreich und den Vereinigten Staaten und langjähriger Vorstand des Instituts für Holzforschung an der Universität für Bodenkultur Wien (BOKU).

## Leben und Karriere

### Karriere im Sport
Helmuth Resch wurde am 22. Mai 1933 in der österreichischen Bundeshauptstadt Wien geboren. Bereits in seiner Jugend begann er mit dem Fechtsport und trat dabei unter anderem für den renommierten Union Fechtclub Wien (UFC), den ältesten Fechtclub Wiens, in Erscheinung. Im Jahre 1955 wurde Resch erstmals Österreichischer Meister im Herrendegen, 1956 und 1959 konnte er diesen Erfolge wiederholen und im Jahre 1960 wurde er darüber hinaus Staatsmeister im Säbel. Alleine beim Fechtturnier der Olympischen Sommerspiele 1960 in Rom stellte der UFC mit Traudl Ebert, Helga Gnauer und Dieta Kastner bei den Damen, sowie Paul Kerb, Hubert Loisel (als Trainer) und Helmuth Resch gleich sechs Olympiateilnehmer. Beim Turnier kam Resch im Einzel mit dem Säbel nach zwei Siegen in der Vorrunde in die nächste Runde. Dort konnte er zwei der vier Kämpfe gewinnen und verlor die beiden anderen. In der nachfolgenden Runde, die ebenfalls aus vier Kämpfen bestand, war er nur mehr in einem erfolgreich, die drei anderen verlor Resch und schied aus dem laufenden Turnier aus. Auch in der Mannschaftswertung kam er mit den Österreichern nicht allzu weit. Seine Karriere als Fechter setzte er bis ins Alter fort und trat noch regelmäßig an kleinen europäischen Turnieren seiner Altersklasse in Erscheinung oder war auch in den Vereinigten Staaten als Fechter im Einsatz.

### Karriere in der Wissenschaft
Nach einem Forststudium an der Hochschule für Bodenkultur Wien absolvierte Resch eine holzwissenschaftliche Ausbildung in den Vereinigten Staaten. Hier wirkte er auch von 1962 bis 1970 an der University of California, Berkeley und im Anschluss von 1970 bis 1987 am Department of Forest Products, dessen Leiter er auch war, an der Oregon State University in Corvallis, Oregon. Danach stand er von 1987 bis 1992 dem College of Environmental Science and Forestry an der State University of New York als Dekan vor. Darüber hinaus war er im Jahre 1980 der Präsident der Society of Wood Science and Technology und hatte diverse weitere berufliche Tätigkeiten inne. Nach drei Jahrzehnten in den Vereinigten Staaten kehrte er im Jahre 1992 wieder nach Österreich zurück, wo er, nach der Emeritierung von Friedrich Wassipaul, zum Professor und Vorstand des Instituts für Holzforschung an seiner Alma Mater, der nunmehrigen Universität für Bodenkultur Wien, berufen wurde. Als solcher war er bis zu seiner eigenen Emeritierung im Jahre 2001 tätig. Parallel hierzu leitete er in den Jahren 1992 bis 1996 auch das Österreichische Holzforschungsinstitut, heute Holzforschung Austria genannt.
Unterstützt wurde er durch seine Lebenspartnerin Heide, die im Jahre 2004 starb. Seinen Ruhestand verbringt Resch heute abwechselnd in Österreich und in den Vereinigten Staaten, wo heute unter anderem noch seine beiden Söhne Martin und Michael mit ihren Familien leben. Im Jahre 2012 war Resch vor allem in Oregon in den Medien, da er, nachdem er im Jahre 1987 aus Oregon wegzog, ab seinem Ruhestand, der mit 1. Dezember 1999 angegeben wurde, seine Pension aus dem Oregon Public Employees Retirement System (PERS) bezog und dabei jährlich 349 % seines letzten Jahresgehaltes in Oregon erhielt.